# Fight for Freedom
Das Komitee Fight for Freedom (Abkz.:  FFF) wurde formal am 19. April 1940 in New York gegründet. Es setzte sich für eine entschiedene Unterstützung der Alliierten im Zweiten Weltkrieg ein, die auch zu einem Kriegseintritt führen könnte. Die Vereinigung ging aus der losen Century Group hervor.

## Geschichte
Während des Zweiten Weltkrieges organisierten sich die Befürworter (Interventionisten) einer Unterstützung der Alliierten um das 1940 gegründete Committee to Defend America by Aiding the Allies (CDAAA) um William Allen White. In New York gab es eine lose Gruppe von dreißig gut vernetzten Persönlichkeiten, die sich Century Group nannte, teilweise Mitglieder im CDAAA waren, und anders als White (short of war) die Gefahr eines Kriegseintritts sahen und bewusst bereit waren sie einzugehen. Nachdem 1940 gemeinsam erfolgreich für das Zerstörer-für-Stützpunkte-Abkommen geworben worden war, spaltete sich die Mitglieder der Century Group im April 1941 ab und gründeten das Komitee Fight for Freedom. Dessen Mitglieder befürworteten einen Kriegseintritt der Vereinigten Staaten.
Nach dem japanischen Überfall auf Pearl Harbor nahmen viele Mitglieder Berufungen in Kriegsdienstpositionen an und die Organisation löste sich 1942 auf.

## Mitglieder
Bekannte Mitglieder waren Lewis W. Douglas, William H. Standley, William Joseph Donovan.